# Murray the K

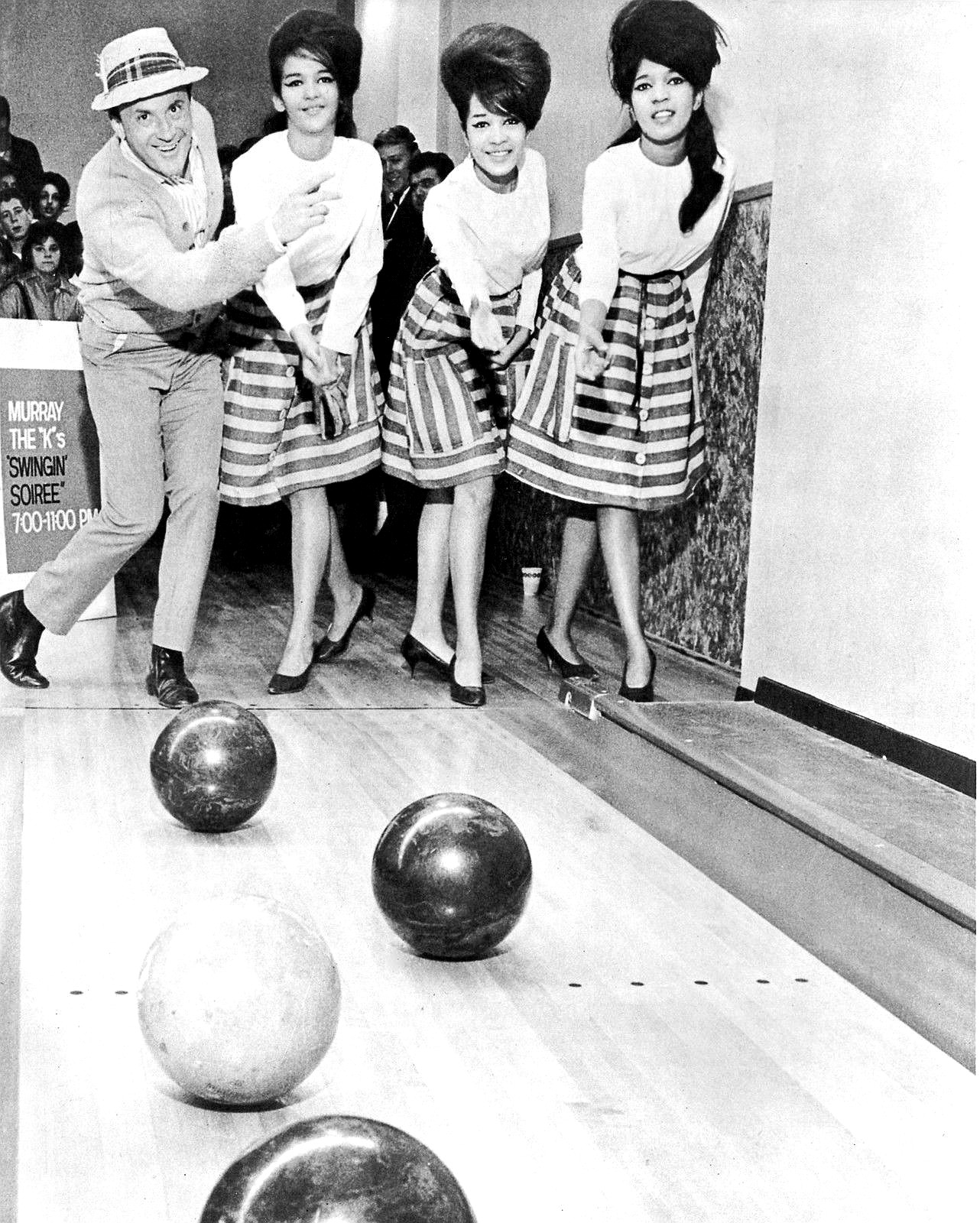
Murray the K and The Ronettes.

Murray the K, mit richtigem Namen Murray Kaufman (* 14. Februar 1922 in New York City; † 21. Februar 1982 in Los Angeles), war ein US-amerikanischer DJ und Musikproduzent der 1950er, 1960er und 1970er Jahre. In den frühen Tagen der Beatlemania bezeichnete er sich selbst häufig als „fünften Beatle“ (was auf eine entsprechende Charakterisierung durch den Schlagzeuger der Band The Beatles, Ringo Starr, zurückging).
Der Band The Rolling Stones empfahl er 1964, nachdem diese in seiner Sendung "Swinging Soiree" aufgetreten war, "It´s All Over Now" von den "Valentinos" aufzunehmen.
Die Rolling Stones fanden die Idee gut und nahmen das Stück bei einer zweitägigen Session in den "Chess Studios" zusammen mit anderen Songs auf.
"It´s All OVER NOW" von den Stones gecovert erreichte in GB Platz 1, und in den USA Platz 26.
Seit etwa 1958 revolutionierte Murray the K mit Jingles, Soundeffekten und vor allem seinem manischen Rede-Rhythmus die bis dahin eher betuliche Art der Ansage von im Rundfunk gespielten Liedern und wurde so selbst – anstatt der gespielten Musik – zum Mittelpunkt seiner legendären Radioshows, mit denen er Macht und Einfluss gewann und darüber mitbestimmte, wer zu seiner Zeit ein Star wurde. Er förderte so z. B. The Who, Cream und nicht zuletzt die Beatles. Immer wieder trat er bei Konzerten auf und moderierte die auftretenden Künstler an. Anlässlich eines Auftritts von Bruce Springsteen & the E Street Band am 4. November 1976 in New York City bezeichnete er sich neben dem "fünften Beatle" als "sechster E Streeter" und drückte so seine Verbundenheit mit Springsteen und seiner Band aus, nachdem dieser durch Streitigkeiten mit seinem damaligen Management in Schwierigkeiten geraten war. In einer für Bob Dylan kritischen Phase nahm er diesen in Schutz und verteidigte ihn bei einem großen Livekonzert vor tausenden buhenden Zuschauern.
Der Schriftsteller Tom Wolfe bezeichnete Murray the K als „original hysterischen Discjockey“.